# Muhammad IV av Granada
Muhammad IV av Granada, död 1333, var sultan av Granada 1325-1333.